# Lockheed L-2000

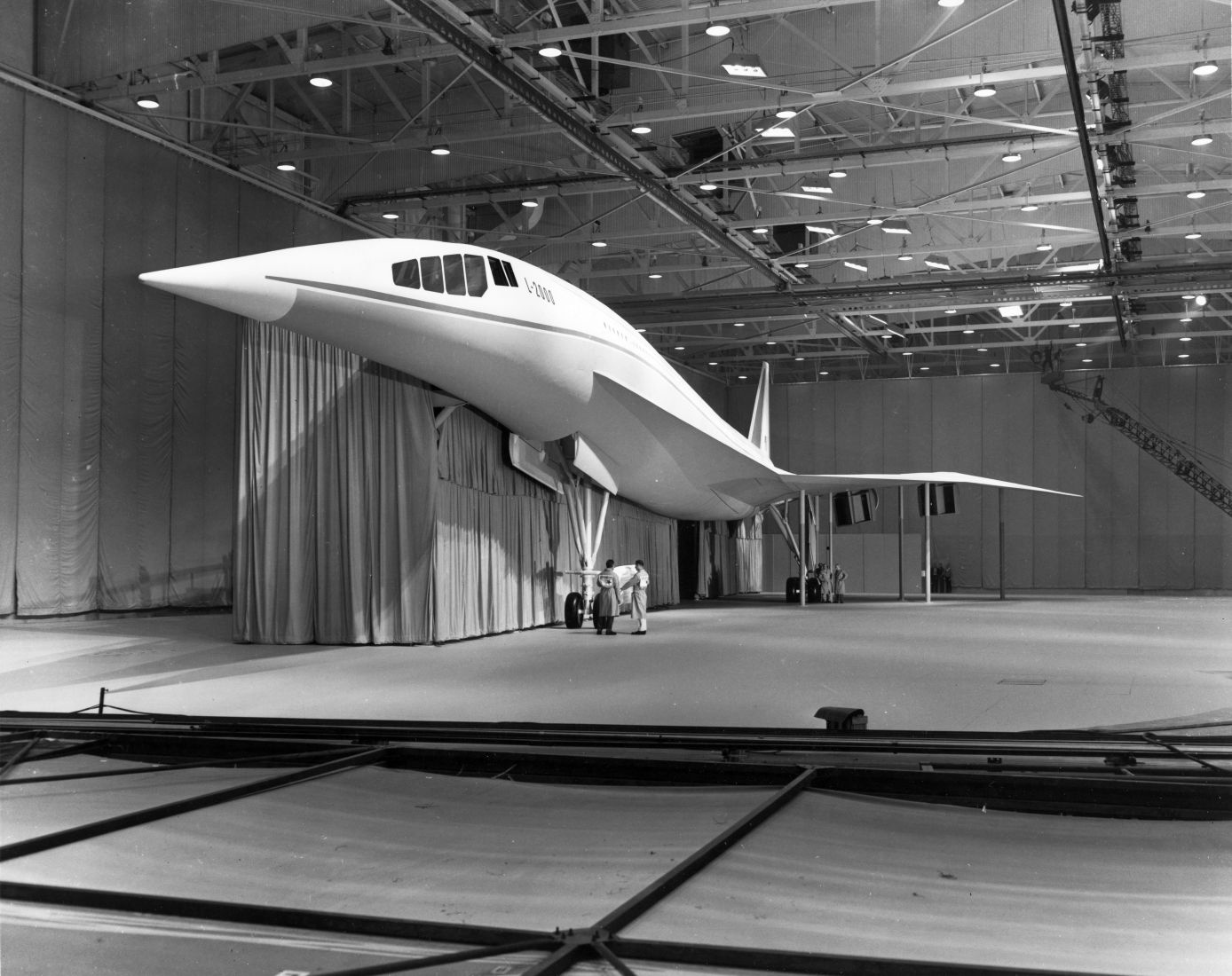
Lockheed L-2000

O Lockheed L-2000 foi uma proposta de aeronave proposta da Lockheed Corporation para construção do primeiro avião de transporte supersônico dos Estados Unidos na década de 1960. O L-2000 perdeu o contrato para o Boeing 2707, mas todo o projeto acabou sendo cancelado por razões políticas, econômicas e ambientais.